# 短尾雕
短尾雕（學名：Terathopius ecaudatus）是中大體型的鷹，短尾雕屬下的唯一種，有可能是津巴布韋國家象徵津巴布韋鳥的起源。
短尾雕在撒哈拉以南非洲的大草原很普遍。牠們在樹上築巢，每次只會生下一顆蛋，會由雌雕孵化42-43天，雛雕出生後的90-125天會長出羽毛。短尾雕一生都會與伴侶生活，在同一個巢居住好些年日。未結伴的雕會幫助築巢。

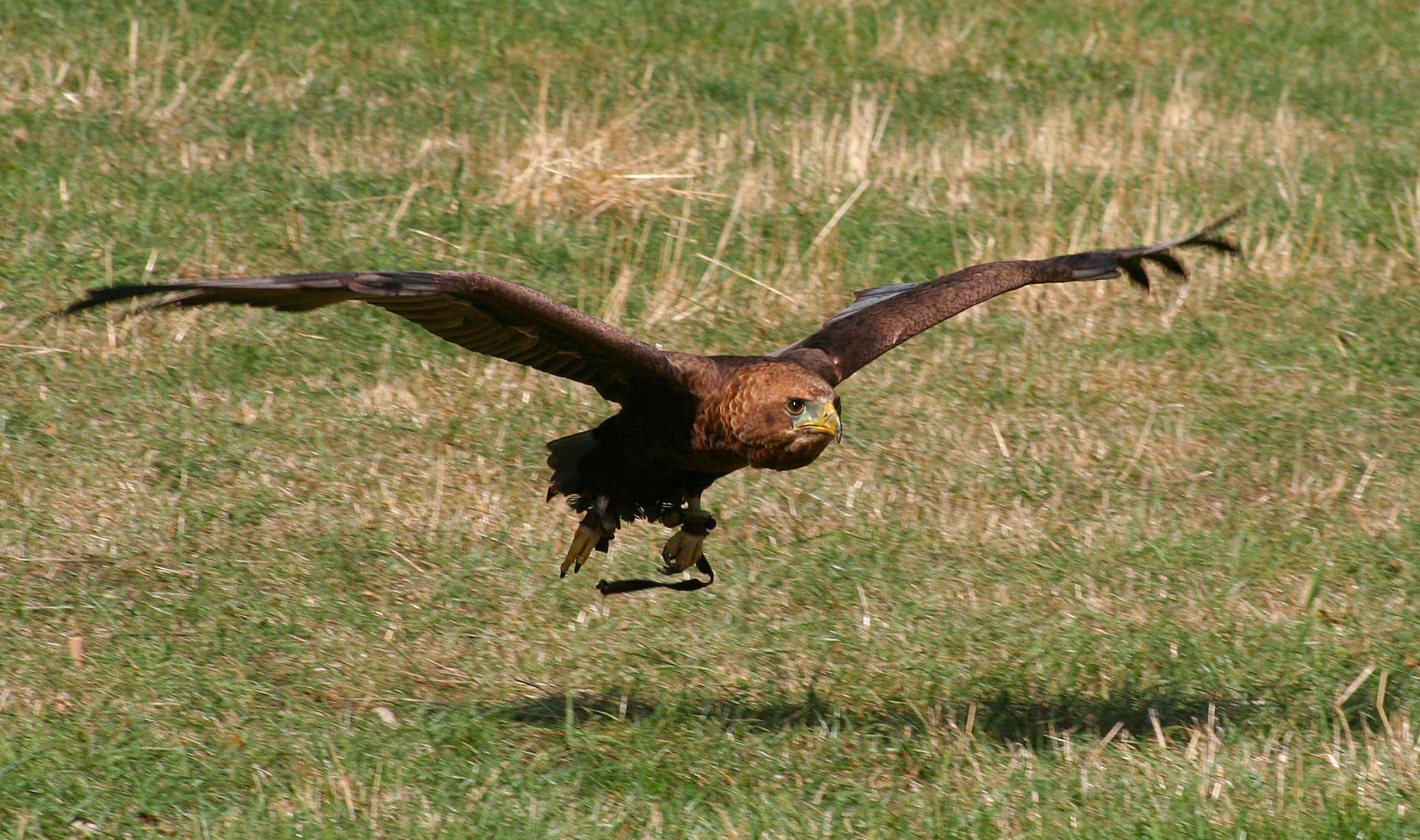
雛短尾雕。

短尾雕的色彩豐富，而尾巴如其名般很短，飛行時很易辨別。雄雕長約60-75厘米，雙翼展開長175厘米。牠們的羽毛呈黑色，栗色的展翼及尾巴，肩膀灰色，而面部皮膚、鳥喙及腳都是紅色的。雌雕與雄雕相似，但次要飛羽則是灰色的。雛雕呈褐色，有白色斑汶及綠色的面部皮膚。雛雕要7-8年才會完全成熟。
短尾雕每天會在250平方里的區域獵食。獵物主要是鳥類，包括白鴿及沙雞，並細小哺乳動物。牠們亦會吃腐肉。
短尾雕在飛行時，習慣會將翼端互貼，用來保持平衡。
短尾雕的叫聲尖銳且大，但平時都很寂靜。

## 外部連結
- 蛇雕亚科 （页面存档备份，存于）